# Glaucocharis copernici
Glaucocharis copernici là một loài bướm đêm trong họ Crambidae.